# Château de la Ferté (Saint-Ambreuil)
Pour les articles homonymes, voir Château de la Ferté et La Ferté (homonymie).
Le château de la Ferté-sur-Grosne est un château français situé sur le territoire de la commune de Saint-Ambreuil, en Saône-et-Loire, à proximité de la Grosne et sur le site d'une ancienne abbaye cistercienne.
La vocation initiale de cet édifice a été de servir, jusqu'à la Révolution française, de logis abbatial de l’abbaye de La Ferté. La destination de cette demeure depuis cette époque, ainsi que la disparition totale des édifices religieux qui étaient situés aux abords, permettent de le compter désormais parmi les châteaux de la région.
C'est l'un des quatorze lieux d'exception ouverts au public réunis depuis une vingtaine d'années au sein de « La Route des châteaux en Bourgogne du Sud ».

## Protection
Le château fait l’objet d’un classement au titre des monuments historiques depuis le 5 juillet 1993.

## Description
La construction comprend un long bâtiment de plan rectangulaire, flanqué aux deux extrémités de sa façade ouest de deux pavillons un peu plus hauts. Au centre de cette façade, se détache un robuste avant-corps de trois travées. Le rez-de-chaussée et les chaînes d’angle, surmontées de vases d’ornements, sont en bossage en table. Des pilastres ioniques, dont les socles reposent sur une corniche déterminant devant chacune des fenêtres de l’étage un petit balcon à appui-corps en fer forgé, montent de part et d’autre de celles-ci et des tables avec gouttes qui les surmontent jusqu’à un épais entablement portant un grand fronton décoré d’un cartouche entouré d’enroulements et de feuillages.
Des jardins à l’anglaise furent aménagés à l’emplacement des bâtiments disparus.
Le château est une propriété privée appartenant aux descendants du député Jean-Baptiste Humblot.

## Historique
- 1791 : l’ensemble est vendu à Jean-Marie et Joseph Passaut, de Sennecey-le-Grand, qui le revendent, trois jours plus tard, avec un substantiel bénéfice et en se réservant la moitié des matériaux provenant de la démolition de l’église et des bâtiments occupant deux des côtés du quadrilatère que cerne le cloître, à Jean-Baptiste Humblot, député de l’Assemblée nationale qui représente le tiers état de la sénéchaussée de Villefranche ; le bâtiment situé à l’ouest, à savoir le logis abbatial, est laissé à l’acquéreur
- XXe siècle : propriété du baron A. Thenard, descendant du célèbre chimiste Louis Jacques Thénard qui posséda La Ferté par sa femme (le grand-père de son épouse, Jean-Baptiste Humblot, député du département de Rhône-et-Loire à la Constituante, avait acheté l'abbaye désaffectée en 1793, lors de sa vente en tant que bien national)[3].

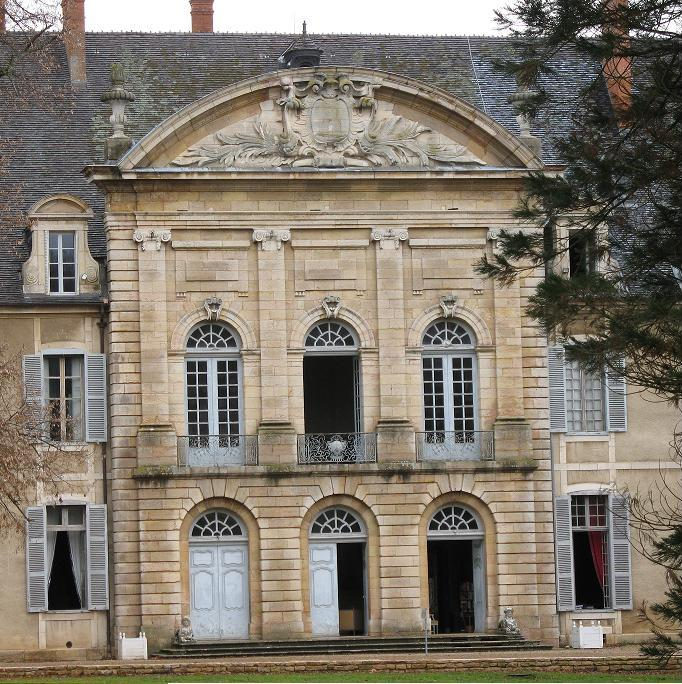
Avant-corps de la façade principale.
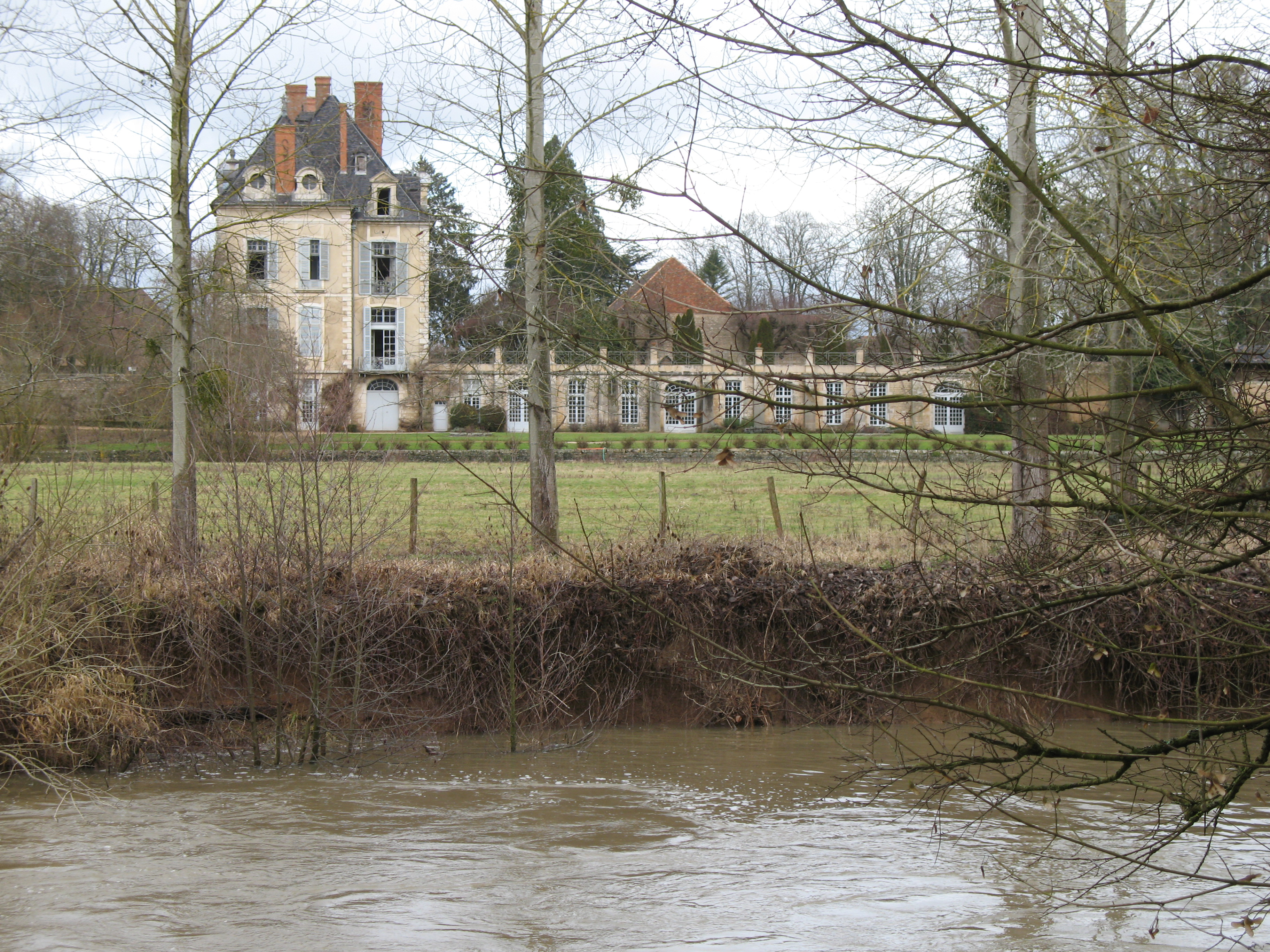
Vue depuis la Grosne.

## Annexe